# Halecium fruticosum
Halecium fruticosum är en nässeldjursart som beskrevs av John Fraser 1943. Halecium fruticosum ingår i släktet Halecium och familjen Haleciidae. Inga underarter finns listade i Catalogue of Life.